# هژبر یزدانی
هژبر یزدانی (۱۳ مرداد ۱۳۱۳ در مهدی‌شهر - ۲۹ فروردین ۱۳۸۹ در سَن خوزه، کاستاریکا) از جمله فعالان اقتصادی ایران پیش از انقلاب ۱۳۵۷ بود. او کسی بود که از گله‌داری، در مدت کوتاهی به یکی از امپراتورهای اقتصاد ایران در دوران پهلوی دوم تبدیل شد.
هژبر یزدانی بیشتر به دلیل ثروت‌اندوزی‌ها و خرید سهام بانک‌های مشهور چون اصناف، تجارت، ایرانیان، صادرات و… در دهه ۵۰ شمسی شناخته می‌شود که او را بر سر زبان‌ها انداخت.

## زندگی‌نامه
هژبر یزدانی فرزند رضاقلی، در ۱۳ خرداد ۱۳۱۳ به دنیا آمد و شمارهٔ شناسنامه‌اش ۱۱۳ بود. به گفتهٔ خودش او هر هفته در قرعه‌کشی‌های لاتاری آمریکا با شمارهٔ ۱۳ شرکت می‌کرد. تحصیلات ابتدایی خود را از کلاس اول تا پنجم در تهران در دبستان زند و کلاس ششم ابتدایی را در دبستان جمشید جم و دورهٔ متوسطه را تا کلاس پنجم در دبیرستان فیروزبهرام و دیپلم متوسطه را از دبیرستان مدرس اخذ کرد. مدارسی که هژبر در آن‌ها تحصیل کرد، از جمله مدارس نمونه زرتشتیان بود که با حمایت اشراف و زرتشتیان مقیم هند در آن دوران تأسیس شد. این مدارس کانون پرورش استعدادهای زرتشتیان برای مدیریت آینده ایران بود. برخی معتقداند، هژبر از راه تحصیل در این مدارس با کانون‌های قدرت در خاندان پهلوی آشنا شد.
پدرش گله‌داری ساده بود و مدتی هم به عنوان (چریک) دولتی در دورهٔ رضاشاه پهلوی در خدمت ارتش بود. او پیرو آیین بهائی بود.
هژبر دوبار ازدواج کرد، ابتدا در سال ۱۳۳۱ با زنی به نام بهمنه درخشانی، که بهائی و همشهری وی بود و ازدواج هم به رسم بهائیان انجام شد و بار دیگر در فروردین ۱۳۴۵، با خانمی به اسم فاطمه جلالی عراقی، که او یک زن مسلمان بود، ولی باز هم سند ازدواج آنان توسط بهائی‌ها صادر شد. حاصل ازدواج‌های یزدانی هفت فرزند بود؛ چهار پسر به اسامی: کیومرث، نادر و کاوه و افشین و سه دختر به نام‌های: لیلی، نسرین و کتایون. وی بخش عمده‌ای از سهام کارخانجات و شرکت‌های زراعی، دامداری و صنعتی خود را در مناطق سنگسر، گرگان، زرند، ساوه و تهران به نام فرزندانش کرده بود تا از پرداخت مالیات فرار کند.

## یزدانی در اقتصاد

مقاله‌ای جنجالی دربارهٔ هژبر یزدانی

به گفتهٔ عباس میلانی، هژبر یزدانی امپراتوری خود را با حمایت ارتشبد نعمت‌الله نصیری که همشهری او بود و عبدالکریم ایادی پزشک مخصوص محمدرضاشاه بود بنا ساخت. البته محمد یگانه رئیس وقت بانک مرکزی، علاوه بر این دو نفر، شخص سومی را هم در این مسئله مؤثر می‌داند و آن پرویز ثابتی از اعضای مهم ساواک است.
هژبر توانسته بود با رشوه دادن به مدیران بانک، پرداخت چک‌هایش را به تعویق بیندازد و با استفاده از چک‌های فاقد موجودی ولی برگشت‌نخورده سهام بانک‌های مختلف را بخرد. رئیس بانک مرکزی وقت، حسنعلی مهران، متوجه این مسئله شد و آن را با نخست‌وزیر وقت، امیرعباس هویدا در میان گذاشت. هویدا از هژبر خواست تا سامانهٔ بانکی را به حال خود واگذارد و در عوض در بازار گوشت سرمایه‌گذاری کند. چندی پس از این ملاقات، رئیس بانک مرکزی نامه‌ای شدیداللحن از دادگستری دریافت کرد که چرا برای کارآفرین زحمت‌کشی همچون هژبر یزدانی دردسر ایجاد می‌کند. هژبر پس از این نامهٔ حمایت‌آمیز به دفتر هویدا رفت و به مسئول دفترش گفت «به رئیست بگو من بانک را خریدم!». در واقعهٔ خرید «بانک ایرانیان»، هنگامی که آذر ابتهاج، از اعضای هیئت مدیرهٔ بانک متوجه شد یزدانی ۲۸ درصد از سهام بانک را بی‌صدا خریده‌است، با ایادی، که فکر می‌کرد از یزدانی پشتیبانی می‌کند ملاقات کرد و از او خواست جلوی تصاحب ستیزه‌جویانهٔ بانک توسط یزدانی را بگیرد؛ ولی ایادی با این استدلال که «پولی که یزدانی می‌پردازد کافی است» کمکی نکرد و نهایتاً با پادرمیانی شاه، یزدانی سهام ابتهاج را به سه برابر قیمت بازار خرید.

## فرار از ایران و حواشی
یزدانی در زمان دولت جمشید آموزگار به بهانهٔ آرام کردن مردم و انجام طرحی برای مبارزه با فساد، به زندان افتاد. او پس از وقوع انقلاب کماکان در زندان بود، تا اینکه یک تیمسار و چند تن دیگر با خودرو دیوارِ ساختمان زندان را شکستند و او را فراری دادند. او مدتی در سنگسر مخفی ماند و نهایتاً با گذرنامهٔ جعلی از ایران فرار کرد و به آمریکا رفت. او سپس به کاستاریکا رفت و در آنجا ساکن شد. انتخاب این کشور، احتمالاً به این دلیل بود که این کشور قوانین سختی در انتقال افراد و تبادل زندانی به دیگر کشورها داشت و او در آنجا در امان می‌ماند. در کاستاریکا با مقامات کشور روابط دوستانه برقرار کرد و در آنجا نیز به بانکداری روی آورد. در هنگام ملاقات میلانی با او، بانک او به دلیل سرمایه‌گذاری در قهوه و پایین آمدن قیمت جهانی قهوه ورشکست شده بود و افراد زیادی از قشرهای طبقات متوسط که در بانک او سپرده‌گذاری کرده بودند پس‌انداز خود را از دست داده بودند. چندی بعد، یکی از فرزندان او دزدیده شد و پس از یازده ماه برگردانده شد.
به گفتهٔ عباس میلانی هنگامی که پسر محسن رضایی از ایران فرار کرد، مدتی را در منزل هژبر در کاستاریکا گذارند. میلانی که در خانهٔ شخصی هژبر با او ملاقات داشته‌است می‌گوید: وقتی از هژبر دربارهٔ چرایی این امر پرسیدم، گفت: «حتماً جای دیگری نداشته‌است».

## درگذشت
سرانجام هژبر در تاریخ ۱۷ آوریل ۲۰۱۰ در مزرعهٔ شخصی خود در کاستاریکا درگذشت. به گفتهٔ فرزند ارشدش نادر، وی وصیت کرده بود که در زادگاهش سنگسر (مهدی‌شهر) دفن شود؛ اما مسئولان وقت اجازهٔ عمل به وصیت او را ندادند.